# Aero A-22
Aero A-22 byl československý dvouplošný užitkový a dopravní letoun smíšené konstrukce odvozený od průzkumného Aero A-12, u kterého byl otevřený kokpit pozorovatele nahrazen nekrytým prostorem pro přepravu dvou cestujících a pošty. 

## Nasazení
Společnost Aero v roce 1924 postavila tři kusy A-22.1 až A-22.3 (imatrikulace L-BUCA až L-BUCC), které ve vlastní režii provozovala na trati Praha-Mariánské Lázně na letiště Skláře. V letních sezónách 1925 a 1926 na ní tyto stroje bez nehody přepravily 961 pasažérů a 7 091 kg zavazadel a pošty. Nalétaly celkem 82 434 km.
Po ukončení dopravy zůstaly A-22 v mateřské továrně a následně byly odprodány civilním uživatelům.
A-22.1 (po změně imatrikulace OK-UCA) v roce 1930 zakoupili terezínští podnikatelé Altman-Stahr. Stroj byl po havárii v Ústí nad Labem dne 2. dubna 1931 zrušen. A-22.2 v roce 1929 zakoupil autodopravce ve Slaném František Kocourek, o dva roky později přešel do majetku libereckého Německého pracovního spolku pro motorové a  bezmotorové létání. A-22.3 vlastnil od roku 1930 Pavel Kreibich z Děčína vlastnící společnost Bandagen und Korsettfabrik. Stroj OK-UCC byl z rejstříku vymazán v roce 1932, OK-UCB pak v roce 1937.

## Konstrukce
Aero A-22 byl třímístný letoun smíšené konstrukce s trupem svařeným z ocelových trubek. Pilot seděl v otevřeném kokpitu, dva cestující také v otevřeném prostoru zvětšeném proti A-12. Zadní prostor byl opatřen nejprve malým větrným štítkem, který byl později zvětšen. Pohonné látky byly neseny v hlavní nádrži ve spodní části trupu pod sedadlem pilota a spádové v baldachýnu. Trup byl potažen plátnem kromě duralových plechů kryjících pohonnou jednotku. Křídla s jednokomorovým systémem vzpěr byla dřevěná, se dvěma nosníky ze smrkového dřeva a žebry z dýhy. Vnitřní vyztužení tvořily ocelové trubky a dráty. Kýlová a stabilizační ocasní plocha byly dřevěné, směrové a výšková kormidla měla kovovou svařovanou kostru potaženou plátnem. Podvozek z ocelových trubek měl průběžnou osu a odpérován byl gumovými provazci. Ostruha byla ze dřeva. Řízení stroje bylo tyčové, ovládání kormidel bylo lankové, u výškových bylo zdvojeno. Pohon zajišťoval řadový šestiválec Maybach Mb IVa o jmenovitém výkonu 180 kW a 1400 ot/min chlazený vodou. Dvoulistá dřevěná vrtule měla průměr 3000 mm. Letoun byl vybaven dvěma lamelovými vodními chladiči instalovanými po stranách motoru, které byly později vyměněny za skříňový chladič ukotvený na baldachýnu.

## Specifikace
Údaje podle

### Technické údaje
- Osádka: 1 (pilot)
- Kapacita: 2 cestující
- Rozpětí: 12,80 m
- Délka: 8,30 m
- Výška: 3,10 m
- Nosná plocha: 36,90 m²
- Plošné zatížení: 38,5 kg/m²
- Prázdná hmotnost: 1 105 kg
- Vzletová hmotnost: 1 415 kg
- Pohonná jednotka: 1 × kapalinou chlazený šestiválcový řadový motor Maybach Mb.IVa
- Výkon pohonné jednotky: 191 kW (260 k)

### Výkony
- Maximální rychlost: 201 km/h
- Cestovní rychlost: 175 km/h
- Dostup: 7 000 m
- Dolet: 380 km
- Vytrvalost: 4 h